# Calvatia gigantea
Calvatia gigantea, comúnmente conocido como cuesco grande de lobo, es una especie de hongo que pertenece a la familia Agaricaceae.

## Taxonomía y la nomenclatura
La especie fue descrita por primera vez en 1786 por el naturalista alemán August Johann Georg Karl Batsch, con el nombre de Lycoperdon giganteum. 